# Gaylord
Gaylord (Anhörenⓘ) bzw. Gaillard (Anhörenⓘ) ist ein männlicher Vorname und ein Familienname.

## Herkunft und Bedeutung
Für das französische Gaillard existieren zwei Herleitungen:
- Mit der Bedeutung „stark, kräftig“ vom gallischen galia „Kraft, Stärke“ und der Endung -ard.
- Vom altfranzösischen gaile „fröhlich, lustig“, welches einen germanischen Ursprung hat.

Als alter Ortsname existiert das Château-Gaillard, welches Richard Löwenherz ab 1196 in der Normandie erbauen ließ. Mit französischen Protestanten gelangte der Name nach England, die ersten dürften während der Regentschaft Eduard VI. (ab 1547) dort sesshaft geworden sein. Danach wurde dort der Name zu Gaylord anglisiert. Gaylord ist daher besonders mit den Hugenotten assoziiert. Zum altfranzösischen gaile gab es im Mittelenglischen ein Pendant mit ga(i)le „heiter, rauflustig“. Im Englischen wurde es später zu gay und im französischen entwickelte es sich zu gai bzw. gaie.

## Varianten
- Gaillard,[4] Gaillhard,[5] Gaillardet,[6] Galliard,[7] Gallard,[8] Gailhard
- Gaylord,[9] Gayelord,[10] sowie die Kurz- und Koseformen Gayler,[11] Gaylor,[12] und Gay[13] (welches gleichzeitig eine Kurzform von Gaynor ist)

## Bekanntheit und zweite Bedeutung
Das Grundwort gai bzw. gay hat im Englischen über die Jahre einen Bedeutungswandel erfahren. Neben den ursprünglichen Bedeutungen „voller Freude“ und „voller Fröhlichkeit“ ab dem 12. Jahrhundert und „glänzend und auffallend“ ab dem 13. Jahrhundert, taucht die allgemeine Konnotation der Sexualität, der Unmoral ab 1637 auf. So ist etwa ein in den 1890er Jahren bezeichnetes gay house ein Freudenhaus, ein Bordell. Auch die Bedeutung „sorglos, sorgenlos“ ist enthalten. Gaillard bzw. Gaylord hatten auch die Nebenbedeutung „Dandy“.
In diesem Bereich treten Hinweise auf eine – nicht immer exklusive, aber auch gemeinte – Bedeutung in Richtung „homosexuell“ ab 1880 auf und verstärken sich ab 1920, primär in den USA. Hierbei hatte es durch die Doppelbedeutung ebenso eine euphemistische Funktion. Das Oxford English Dictionary gibt als ersten Fund für eine eindeutige Bedeutung von „homosexuell“ das Jahr 1951 an. Im Jahre 1963 war diese Bedeutung bekannt genug, dass es Albert Ellis in seinem Buch The Intelligent Woman’s Guide to Man-Hunting verwendete. Als Substantiv tritt es erstmals 1971 in Erscheinung. Gaylord rangierte in den USA von 1900 bis 1940 unter den 600 bis 700 beliebtesten Vornamen. Dies fiel dann rapide ab, so dass er 1960 nicht mehr unter den 1000 beliebtesten Vornamen vertreten ist.
Die alten Bedeutungen von gay blieben die ganze Zeit erhalten. Im Jahre 1949 wurde die Vokalgruppe The Gay Lords gegründet, welche sich später in The Gaylords umbenannte und heute in anderer Besetzung als Vocal-Comedy-Duo noch immer auftritt. Von 1966 bis 1974 existierte die Gruppe The Gaylords of Dominica.
Das Kompositum gaylord (AE [ˈgeɪˌlɔ(ə)rd]; BE [ˈgeɪlɔːd]) oder gay lord aus gay („schwul“) und lord („Fürst“) in der Bedeutung von „Schwulenfürst“ bzw. „schwuler Fürst“ ist wohl wortspielerisch dem Namen nachgebildet, erstmals 1976 schriftlich belegt und hauptsächlich ein britischer Jargonausdruck. Er ähnelt dem schon 1945 belegten gay boy für einen schwulen Mann. In den 1980er Jahren wurden Gaylord und Abwandlungen wie Lord of the Gays („Herr/Herzog der Schwulen“) oder auch Duke of Queerdom („Herzog des Seltsamenreichs“) als Beleidigung auf US-amerikanischen Schulhöfen populär. Dahinter steckt die Vorstellung, dass Schwule eine komplexe Hierarchie aufgebaut hätten und die betreffende Person wurde jeweils als ihr Anführer porträtiert. Es ist damit auch eine Steigerung der abwertenden Verwendung von gay und wird auch bei als besonders effeminiert angesehenen Personen verwendet, bei denen alle zugesprochenen Vorurteile besonders stark zu finden sein sollen. Auf dieser Bedeutung gründet sich auch ein Streich: Man fragt das Gegenüber, ob dieses gestern den Film Gaylords Say No („Gaylords sagen nein“) gesehen habe. Da es ein fiktiver Filmtitel ist, kann man nur mit „nein“ antworten und ist somit ein „Gaylord“; ein „Ja“ würde einen ebenfalls suspekt erscheinen lassen.
Durch die Filmkomödie Meine Braut, ihr Vater und ich und ihre beiden Fortsetzungen erlangte der doppeldeutige Name ab Dezember 2000 auch im deutschsprachigen Raum Bekanntheit.
Das Schimpfwort Gaylord wird auch im deutschen Sprachraum verwendet und zählt zu den gängigen Schimpfwörtern aus diesem Themenkreis. Es kann auch als „Homofürst“ übersetzt werden, wobei trotz der durchaus korrekten geschlechtsneutralen Übersetzung von gay- als „Homo-“ damit fast ausschließlich Männliches gemeint ist.

## Namensträger

### Vorname
- Gaylord Griswold (1767–1809), US-amerikanischer Jurist und Politiker
- Gaylord Nelson (1916–2005), US-amerikanischer Senator
- Gaylord Perry (1938–2022), US-amerikanischer Baseballspieler
- Gaylord Silly (* 1986), französisch-seychellischer Langstreckenläufer
- Henry Gaylord Wilshire (1861–1927), US-amerikanischer Großgrundbesitzer, Verleger und Sozialist

### Familienname
- Anna Gaylor (1932–2021), französische Schauspielerin
- Anne Nicole Gaylor († 2015), US-amerikanische Aktivistin
- Annie Laurie Gaylor (* 1955), US-amerikanische Aktivistin und Herausgeberin
- Hal Gaylor (1929–2015), kanadischer Jazzmusiker
- Jack Gaylord (1896–1984), US-amerikanischer Filmtechniker und Spezialeffektkünstler
- James M. Gaylord (1811–1874), US-amerikanischer Politiker
- Mitchell Gaylord (* 1961), US-amerikanischer Turner und Schauspieler

### Fiktion
- Gaylord Focker, Figur aus dem Film Meine Braut, ihr Vater und ich und dessen Fortsetzungen
- Gaylord Oakes, Figur aus dem Film Bad Company – Die Welt ist in guten Händen
- Gaylord Pentecost, Figur in den Gaylord-Romanen von Eric Malpass
- Gaylord Ravenal, Figur aus dem Musical Show Boat und dessen Verfilmungen